# رافائل اریش
رافائل اریش (انگلیسی: Rafael Erich؛ ۱۰ ژوئن ۱۸۷۹ – ۱۹ فوریهٔ ۱۹۴۶) یک سیاست‌مدار اهل فنلاند بود.